# Куанов, Шаим Борисович
Шаим Борисович Куанов (род. 28 июля 1991, Камышное, Кустанайская область) — казахстанский профессиональный баскетболист. Играет на позиции разыгрывающего. Выступает за баскетбольный клуб «Тобол». Мастер спорта по баскетболу.
Родился в семье педагогов. Рос в городе Лисаковск. Начал заниматься баскетболом с 10 лет, первый тренер — Александр Геннадьевич Артюшихин (ныне — казахский баскетбольный рефери).
Многие годы выступает за команду БК «Тобол», капитан команды. Вместе с командой становился призёром Чемпионата Казахстана и Кубка Казахстана. Также в сезоне 2016/2017 года играл за клуб БК «Каспий» (г. Актау).
Входит в состав сборной Казахстана, с 2022 года — капитан сборной.
Женат (с 2017 года, с супругой Сабиной знаком со школы).